# Yamato (tidsperiod)
För andra betydelser, se Yamato.

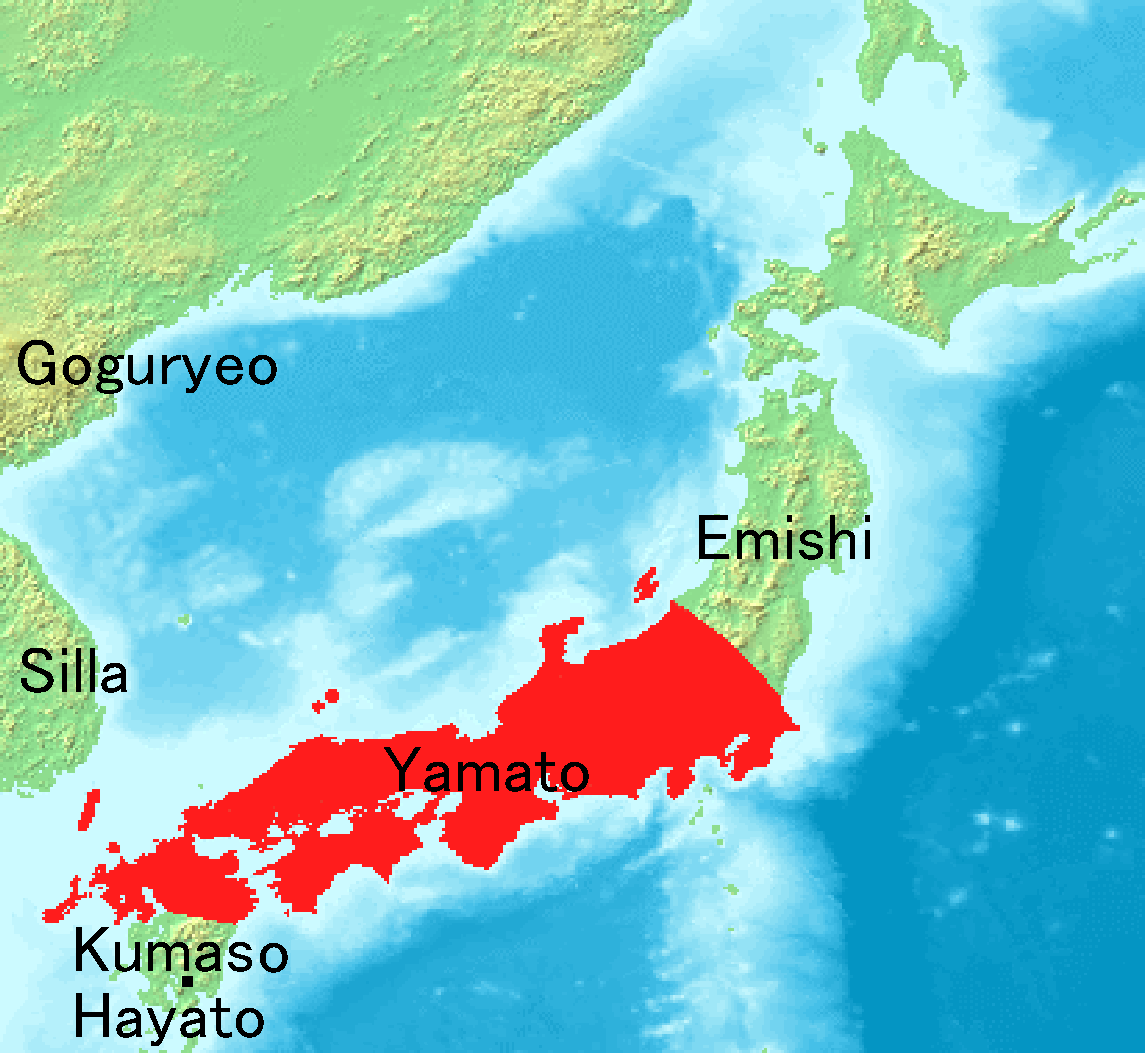
Yamato på 600-talet

Med Yamatoperioden (大和時代 Yamato-jidai) avses den tid i Japans historia när det kejserliga hovet härskade från dagens Nara prefektur, dåtidens Yamatoprovins. Tidsrymden brukar sättas till 250–710 för att praktiskt sammanfalla med Kofun-perioden c 250-538 plus Asuka-perioden 538-710.
Yamato var det samhälle som skulle komma att ena västra Japan under ett centralt styre i mitten av 500-talet. Yamatoklanerna lyckades erövra den politiska makten i Japan mycket tack vare skickligt utnyttjande av den kunskap som koreanska hantverkare och intellektuella förde med sig. Yamatostaten härstammade antagligen från ett kluster av mäktiga Uji (japansk klansystem).